# تصرف نائورو توسط ژاپن
تصرف نائورو توسط ژاپن (انگلیسی: Japanese occupation of Nauru) دوره سه ساله بود (۲۶ اوت ۱۹۴۲–۱۳ سپتامبر ۱۹۴۵) که طی آن نائورو، یک جزیره اقیانوس آرام تحت تسلط دولت استرالیا، به عنوان بخشی از عملیات در جنگ اقیانوس آرام توسط ارتش ژاپن اشغال شد.